# Río del Rocín
Río del Rocín är ett vattendrag i Chile.   Det ligger i regionen Región de Valparaíso, i den centrala delen av landet, 110 km norr om huvudstaden Santiago de Chile.
Omgivningarna runt Río del Rocín är i huvudsak ett öppet busklandskap. Runt Río del Rocín är det glesbefolkat, med 9 invånare per kvadratkilometer.